# Aachener Altar

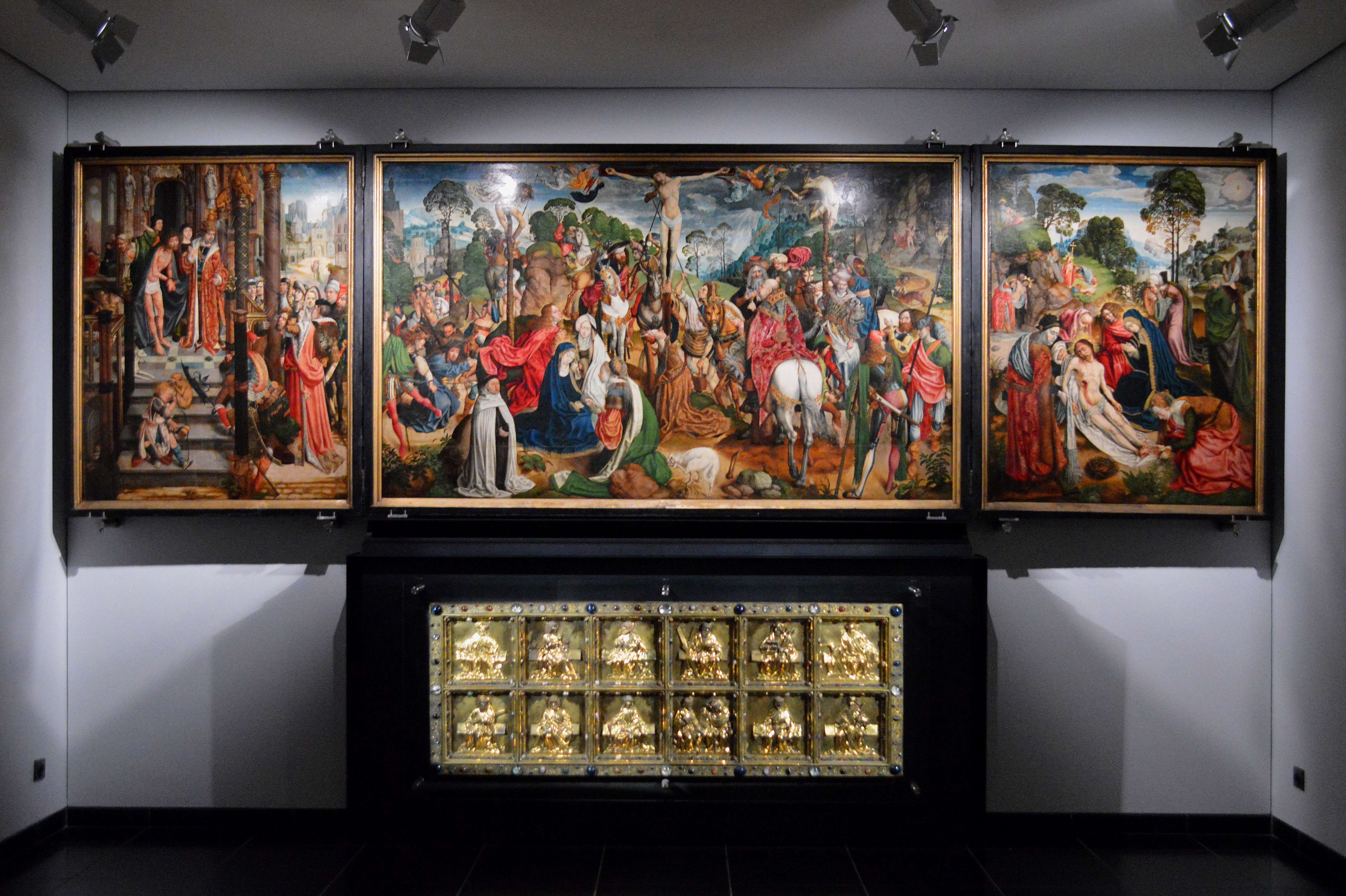
Der Gesamtaltar mit Mittelteil und Seitenflügeln

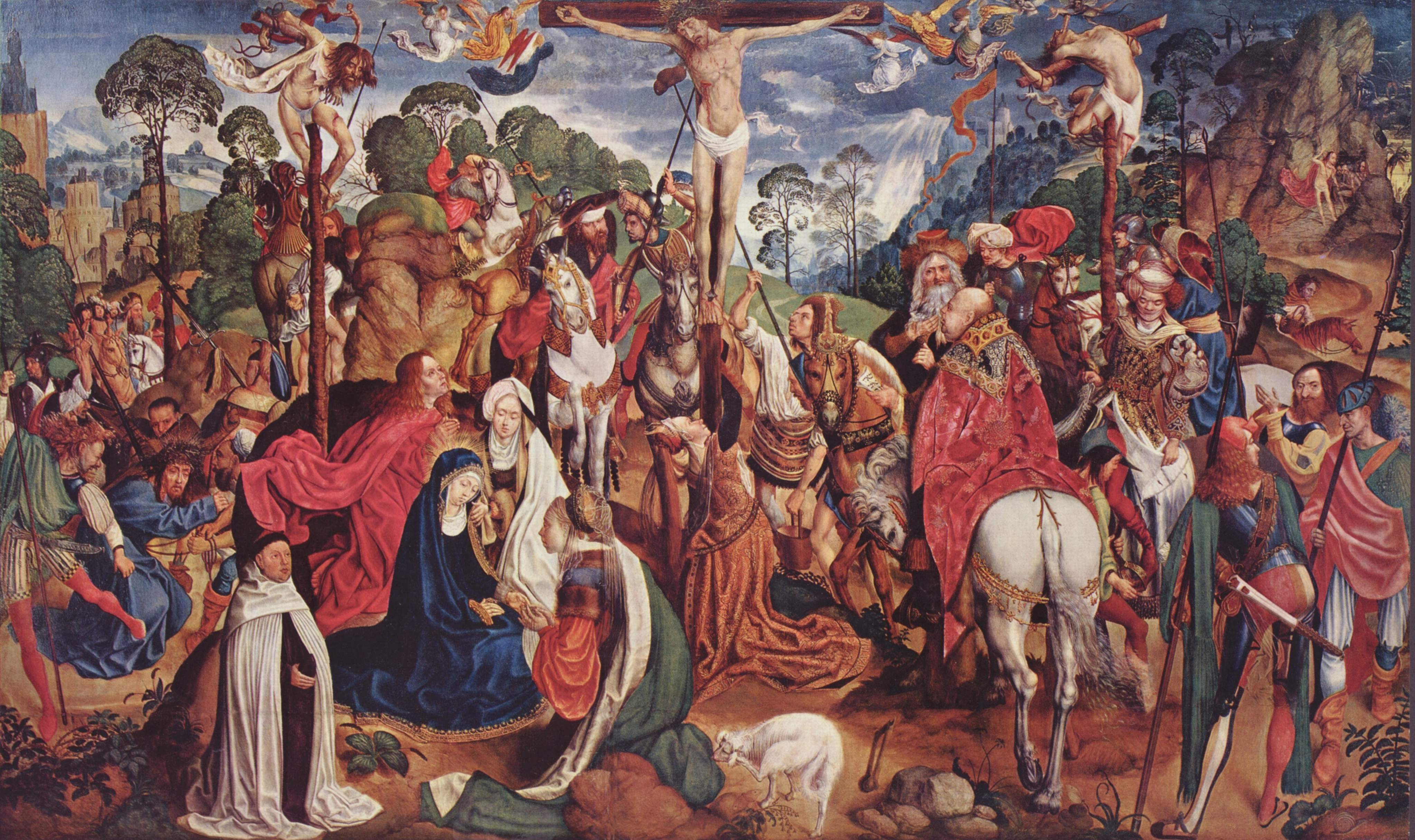
Mittelteil des Aachener Altars mit der Kreuzigung Christi, Aachener Domschatzkammer

Der Aachener Altar, auch Passionsaltar genannt, ist ein spätgotisches Passionstriptychon aus dem Aachener Domschatz, das vom sog. Meister des Aachener Altars um 1515/20 in Köln geschaffen wurde.

## Aufbau und Gestaltung

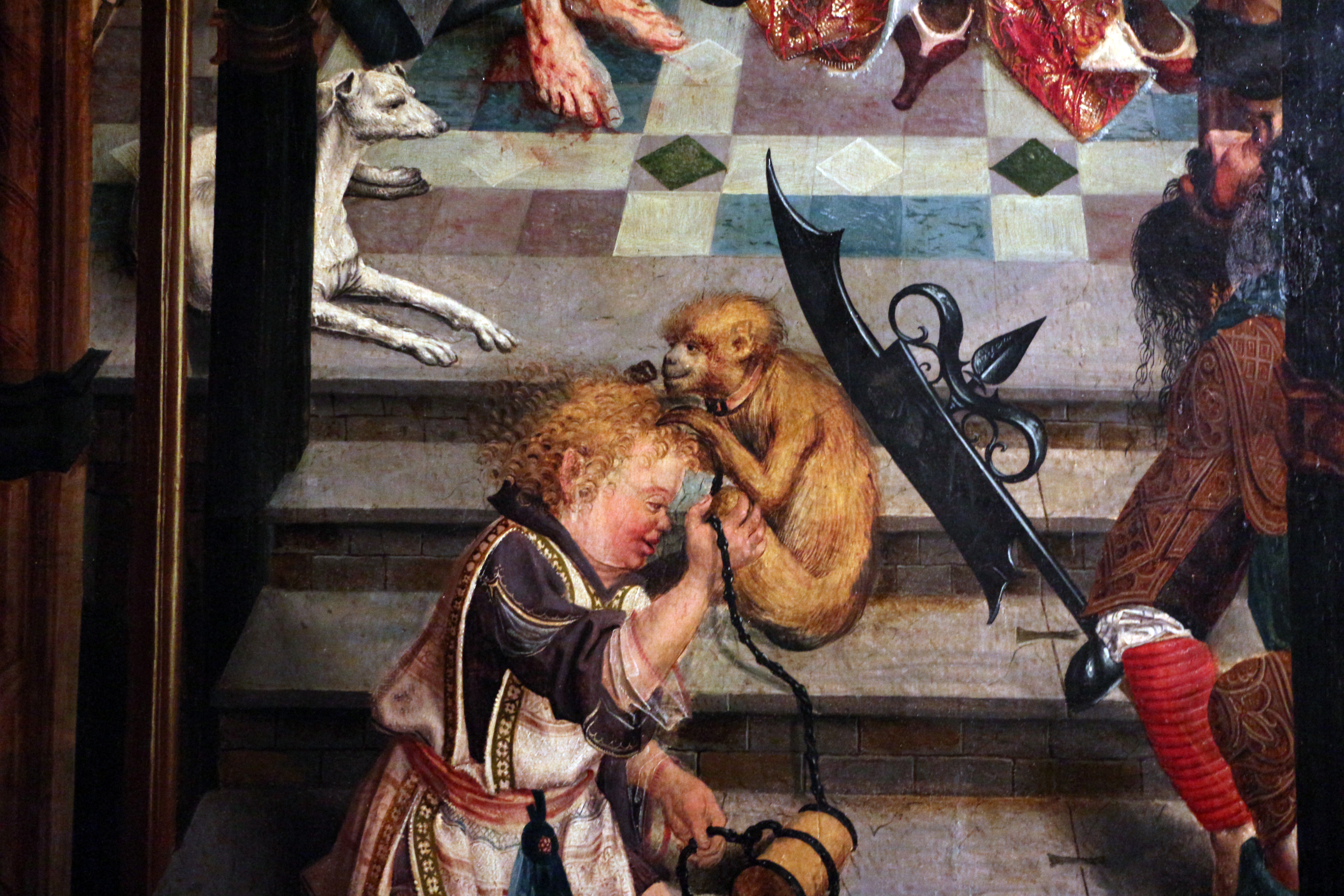
Detail des linken Flügels

Das geöffnete, dreiflügelige Altarbild zeigt von links nach rechts in fortlaufender Darstellung Szenen der Passion Christi bis hin zu seiner Himmelfahrt. Diese Art der Gestaltung war zum angenommenen Zeitpunkt der Entstehung des Altarbildes bereits nicht mehr modern. Auf dem linken Bildflügel sind die Dornenkrönung Jesu und die Konfrontation mit Pontius Pilatus abgebildet. Es folgt die Mitteltafel mit der Kreuztragung, der Kreuzigung als zentraler Szene sowie dem Abstieg in die Unterwelt und dem Selbstmord des Judas. Auf dem rechten Flügel sind die Beweinung Christi, die Grablegung, die Begegnung mit Maria von Magdala und die Himmelfahrt dargestellt. 
Der Maler akzentuiert durch die Verteilung roter Farbelemente über das gesamte Bild die Bedeutung, Dynamik und Entwicklung des Passionsgeschehens als eines blutigen Leidensweges. Mit Ausnahme Christi, Marias und Johannes’ werden alle Personen in zeitgenössischer Kleidung in einer heimischen Landschaft gezeigt. Das biblische Geschehen wird dem Betrachter vergegenwärtigt und ihm so Gelegenheit zum Hineindenken gegeben. Auch in der Teilung der Mitteltafel in eine „gute Seite“ zur – aus Sicht des Betrachtenden – Linken des Gekreuzigten und einer „schlechten Seite“ zu seiner Rechten wird durch an den Betrachter gerichtete Blicke und weisende Gesten eine Aufforderung zur persönlichen Stellungnahme zum Ausdruck gebracht. 
Auf dem linken Flügel wird der Soldat, welcher Jesus zu Pilatus führt, durch den Krummsäbel und eine martialische Rüstung als türkischer Krieger charakterisiert, da zur Zeit der Entstehung des Werks bereits die Gefahr eines Angriffes des christlichen Europas durch die Türken groß war. Daneben spielt ein Zeichen des Down-Syndroms zeigendes, von einem Affen gelaustes Kind auf die Besessenheit vom Satan der Christi Tod Fordernden an, welche sich zur Rechten des Gekreuzigten scharen. Der schmale Jünglingskopf mit dem dunklen Barett wird teils als Selbstbildnis des Malers angesehen. In der im linken Hintergrund sichtbaren Kirche mit den unvollendeten Türmen wurde lange Zeit wohl fälschlicherweise der Kölner Dom und in der Gasse davor die Schildergasse sowie das Dreikönigenpförtchen gesehen. Die hinter einer Säule erkennbare Kirchenfassade wurde mit der Kirche des Kölner Karmeliterklosters identifiziert. 
Unter Arkaden sind auf den Außenseiten der Flügel vor einem Brokatvorhang sechs Heilige gezeigt, von denen zwei durch Kirchtürme als Heilige des Karmeliterordens besonders hervorgehoben sind: auf dem linken Flügel der Karmeliterheilige Antonius von Ungarn, Barbara und Sebastian, auf dem rechten Laurentius, Katharina und der Karmeliterheilige Angelus.

## Geschichte
Der Zeitpunkt der Stiftung ist nicht bekannt. Der dargestellte Stifter Theodericus de Gouda, Provinzial des Kölner Karmeliterklosters, starb 1539. Der Flügelaltar befand sich bis 1642 auf dem Kreuzaltar der Kölner Karmeliterkirche, von 1761 bis 1834 in der Kölner Sammlung  Lyversberg sowie von 1834 bis 1872 in der Kölner Sammlung Haan, aus der er 1872 für das Aachener Münster erworben wurde. Dort wurde er in der Chorhalle aufgestellt. 

## Maler
Der versuchsweise mit dem Kölner Kupferstecher P. W. identifizierte, unbekannte Meister ist ein in Köln zwischen 1480 und 1520 nachweisbarer Künstler. Daraus ergibt sich auch die Verwandtschaft seiner Kunst zu Werken seines Kölner Zeitgenossen, dem Meister von Sankt Severin, aber auch zum älteren Meister der Ursula-Legende, wie auch die Darstellung der Kölner Mode aus der Zeit um 1495 bis etwa 1500 auf dem Altarbild. Neben dem besonders in technischer Hinsicht mittelrheinischen zeigen sich jedoch auch niederländische Einflüsse und solche des Antwerpener Manierismus. Auffällig ist das anscheinend gar medizinisch anmutende Interesse des Meisters, wenn man die Darstellungen des kranken Kindes, des blinden römischen Hauptmannes und des syphilischen Reiters betrachtet.